# Ортодрома
Ортодро́ма (з дав.-гр. ὀρθός «прямий» + δρόμος «шлях») — найкоротша лінія між двома точками на поверхні обертання. У картографії та навігації — назва найкоротшого із відрізків дуги великого кола, що проходить між двома точками на поверхні Землі. На відміну від локсодроми ортодрома перетинає меридіани під різними кутами.
На проєкції Меркатора ортодроми не є прямими лініями, на відміну від локсодром, які відображаються прямими.
Екватор та меридіани є частковими випадками ортодроми.
Через дві точки на земній поверхні, розташовані не на протилежних кінцях одного діаметра Землі, можна провести лише одну ортодрому.
Паралелі (за винятком екватора) не є ортодромами.

## Розрахунок ортодроми
Довжина, початковий і кінцевий азимут, широти проміжних точок ортодроми розраховуються так:
- довжина ортодроми: D= 111,12 * arccos(sinφ1 * sinφ2 + cosφ1 * cosφ2 * cos(λ2 — λ1)).

- початковий азимут: ctgα1 = cosφ1 tgφ2 / sin(λ2 — λ1) — sinφ1 / tg(λ2 — λ1).

- кінцевий азимут: ctgα2 = sinφ2 / tg(λ2 — λ1) — cosφ2 tgφ1 / sin(λ2 — λ1).

- широта проміжної точки: φ = arctg((tgφ1 * sin(λ2 — λ)/sin(λ2 — λ1)) + (tgφ2 * sin(λ — λ1) / sin(λ2 — λ1)).

Позначення: D — довжина ортодроми, φ1 — широта початкової точки, λ1 — довгота початкової точки, φ2 — широта кінцевої точки, λ2 — довгота кінцевої точки, φ — широта проміжної точки, λ — довгота проміжної точки ортодроми, 111,12 — довжина дуги 1° меридіана в кілометрах.